# Mantronix
Mantronix est un groupe américain de hip-hop et electrofunk, originaire de New York, actif entre 1984 et 1991. Le groupe est formé par le DJ Kurtis Mantronik (Kurtis el Khaleel) et le rappeur MC Tee (Touré Embden).
Le groupe est principalement connu pour son mélange pionnier de hip-hop old-school, de musique électronique et de musique club. Le groupe connait plusieurs changements de genre et de composition au cours de ses sept années d'existence, entre 1984 et 1991, et sort cinq albums, à commencer par The Album, son premier album sorti en 1985.

## Histoire

### Débuts (1984–1988)
Kurtis Mantronik (Kurtis el Khaleel), émigré jamaïcain, commence à expérimenter l'electro au début des années 1980, inspiré par les premiers morceaux électro comme Riot in Lagos (1980) de Ryūichi Sakamoto du Yellow Magic Orchestra. En 1984, alors qu'il travaille comme DJ pour Downtown Records à Manhattan, Kurtis Mantronik rencontre MC Tee, un rappeur d'origine haïtienne basé à Flatbush, Brooklyn (et client régulier du magasin de disques),. Le duo réalise rapidement une démo, Fresh Is The Word, et signe ensuite avec Sleeping Bag Records de William Socolov.
Le premier single de Mantronix, Fresh Is the Word, est un succès dans les clubs en 1985, atteignant la 16e place du classement Hot Dance Singles Sales du Billboard, et figure sur The Album qui sort la même année. Les efforts de Mantronix sur The Album et son impact sur les débuts du hip-hop et de la musique électronique sont peut-être mieux résumés par l'observation du critique musical Omar Willey en 2000 : « Avec Fresh Is the Word et les nouveaux morceaux Bassline et Electro Mega-Mix, Mantronix a défini le nouveau son de l'électro-funk. Mantronik utilise un style poly-rythmique, similaire aux tambours d'Afrique de l'Ouest, mais au lieu d'une batterie acoustique, le rythme est porté par le mélange d'une boite à rythmes, d'un synthétiseur, d'un vocodeur et/ou d'une voix synthétisée sur une ligne de basse entièrement jouée par le synthétiseur. Pas de sample de James Brown ici. C'était vraiment de la musique électronique : dépouillée, funky et immensément dansante, un hommage et une extension simultanée du modèle électronique du hip-hop de la vieille école qui avait commencé avec Planet Rock en 1982. Les sensations d'Afrika Bambaataa, de Grandmaster Flash, de Kraftwerk et de Neu sont réunies dans la musique de Mantronik. Il s'agissait d'un lien parfait entre la vieille école et le new jack, et Mantronix avait le champ libre »
Le deuxième album de Mantronix, Music Madness, sort en 1986. Alors que le style de MC Tee sur l'album reste dans la tradition du b-boy de l'époque, la production et le mixage de Mantronik dans Music Madness, orientés vers les clubs, ont eu tendance à attirer plus d'aficionados de l'EDM et de l'electro funk que de fans de hip-hop purs et durs. Pendant cette période, alors que Mantronix est signé chez Sleeping Bag Records, Mantronik est employé par le label dans sa section A&R, tout en produisant d'autres artistes et groupes, dont Just-Ice, T La Rock, Nocera et Joyce Sims.
Mantronix signe avec Capitol Records en 1987, dans ce qui fut l'un des premiers contrats à 7 chiffres pour un groupe de hip-hop, et sort In Full Effect en 1988, qui, selon les notes de pochette, fut le premier album à être masterisé sur DAT au lieu de bandes magnétiques à bobines. L'album poursuit et développe la veine hip-hop/electro funk/dance de son prédécesseur, atteignant finalement la 18e place du Top R&B/Hip-Hop Albums chart, la meilleure performance de Mantronix pour un album. In Full Effect marque le dernier album de Mantronix avec le rappeur MC Tee, qui quitte le groupe pour s'enrôler dans l'armée de l'air américaine. Le titre King of the Beats de Mantronix, sorti en 1988, est l'une des premières chansons à utiliser l'Amen break.

### Dernières activités (1989–1991)
Après le départ de MC Tee, le rappeur Bryce « Luvah » Wilson et le cousin de Mantronik, D.J. D., rejoignent le groupe. Mantronik rencontre Wilson, un collègue du label Sleeping Bag Records, alors qu'il produit pour le projet solo avorté de Wilson. L'album engendre deux succès dans le top 10 du classement britannique des singles, Got to Have Your Love à la 4e place et Take Your Time (featuring vocalist Wondress) à la 10e place. Aux États-Unis, l'album atteint la 61e place du Top R&B/Hip-Hop Albums. Lors d'une interview en 1991, Kurtis Mantronik commente le succès commercial de Got to Have Your Love : « Quand j'ai fait Got to Have Your Love, je l'ai fait pour une raison. Je l'ai fait parce que je voulais qu'une chanson passe à la radio. »
Le dernier album de Mantronix, avec la chanteuse Jade Trini remplaçant D.J. D, est The Incredible Sound Machine en 1991. L'auteur-compositeur-interprète de neo soul Angie Stone, nommée aux Grammy Awards, a coécrit sept des onze titres qui figuraient sur The Incredible Sound Machine. The Incredible Sound Machine, qui tend à privilégier le RnB, le new jack swing et la dance au détriment du hip-hop, est considéré comme une déception à la fois critique et commerciale.
Peu après une tournée européenne et la promotion liée à la sortie de The Incredible Sound Machine, le groupe se dissout et Mantronik quitte complètement l'industrie musicale pendant sept ans. Kurtis Mantronik refait surface en Europe à la fin des années 1990, produisant des artistes de house et techno, et reste actif dans le domaine de la musique électronique orientée vers la pop.

## Discographie

### Albums studio
- 1985 : Mantronix: The Album
- 1986 : Music Madness
- 1988 : In Full Effect
- 1990 : This Should Move Ya
- 1991 : The Incredible Sound Machine

### Compilations
- 1990 : The Best of Mantronix
- 1999 : The Best of Mantronix 1985-1999
- 2002 : That's My Beat
- 2004 : Remixed and Rare
- 2005 : The Ultra Selection

### Singles
- 1985 : Fresh is the Word
- 1985 : Needle to the Groove
- 1986 : Ladies
- 1986 : Bassline
- 1987 : Who is It?
- 1987 : Scream
- 1988 : Sing a Song
- 1988 : Simple Simon
- 1988 : Join Me Please
- 1989 : Got to Have Your Love (feat. Wondress)
- 1990 : Take Your Time (feat. Wondress)
- 1991 : Don't Go Messin' with My Heart
- 1991 : Step to Me (Do Me)
- 1991 : Flower Child
- 1996 : It's Time to Party (feat. Althea McQueen)